# 福克斯鎮區 (愛荷華州布萊克霍克縣)
福克斯鎮區（英語：Fox Township）是位於美國愛荷華州布萊克霍克縣的一個行政鎮區。

## 地方資料
根據2010年美國人口普查的數據，福克斯鎮區的面積為89.25平方千米，當中陸地面積為89.25平方千米，而水域面積為0.00平方千米。當地共有人口520人，而人口密度為每平方千米5.83人。